# 圣乔治礼拜堂 (温莎城堡)
圣乔治禮拜堂（英語：St George's Chapel），位於英国温莎城堡的皇家礼拜堂，亦為颁发嘉德勋章的教堂，其雖屬英格蘭聖公會，但完全獨立於聖公會的管轄，整體建築雖位於君主的城堡內，亦非由總督或城堡長官管理。
圣乔治礼拜堂雖屬皇家教堂，但仍向公眾開放，堂內神職人員唯一法定責任乃為君王和嘉德騎士祈禱(每天至少有三堂崇拜)，且僅為王室舉行宗教服務。堂內空間可容納約800人，1962至1969年曾增建喬治六世紀念禮拜堂。

## 嘉德騎士
此禮拜堂由愛德華三世於1348年創立，同年設立嘉德勳章騎士團隊，此堂便成為該騎士團之主教堂。每年6月，騎士團隊都會在聖佐治堂舉行特別感恩崇拜。嘉德勳章僅由君主授予，獲章者極少，除英國君主、威爾斯親王、極其重要的皇族或友邦君王外，僅允許24人獲得。騎士團設立時，愛德華三世還指定26名「窮騎士」協助牧師照管聖堂，一開始這些窮騎士是貧窮的退伍軍人，透過每天在聖堂裏服務，獲得報酬及居住於溫莎堡的權利。十九世紀時，這些騎士不願再被稱為「窮」，因此威廉四世改稱他們為軍人騎士。如今，這些騎士已非窮人，但仍是退伍軍人。在正式場合，他們是嘉德騎士們的護衛，並在聖佐治堂裏服務。

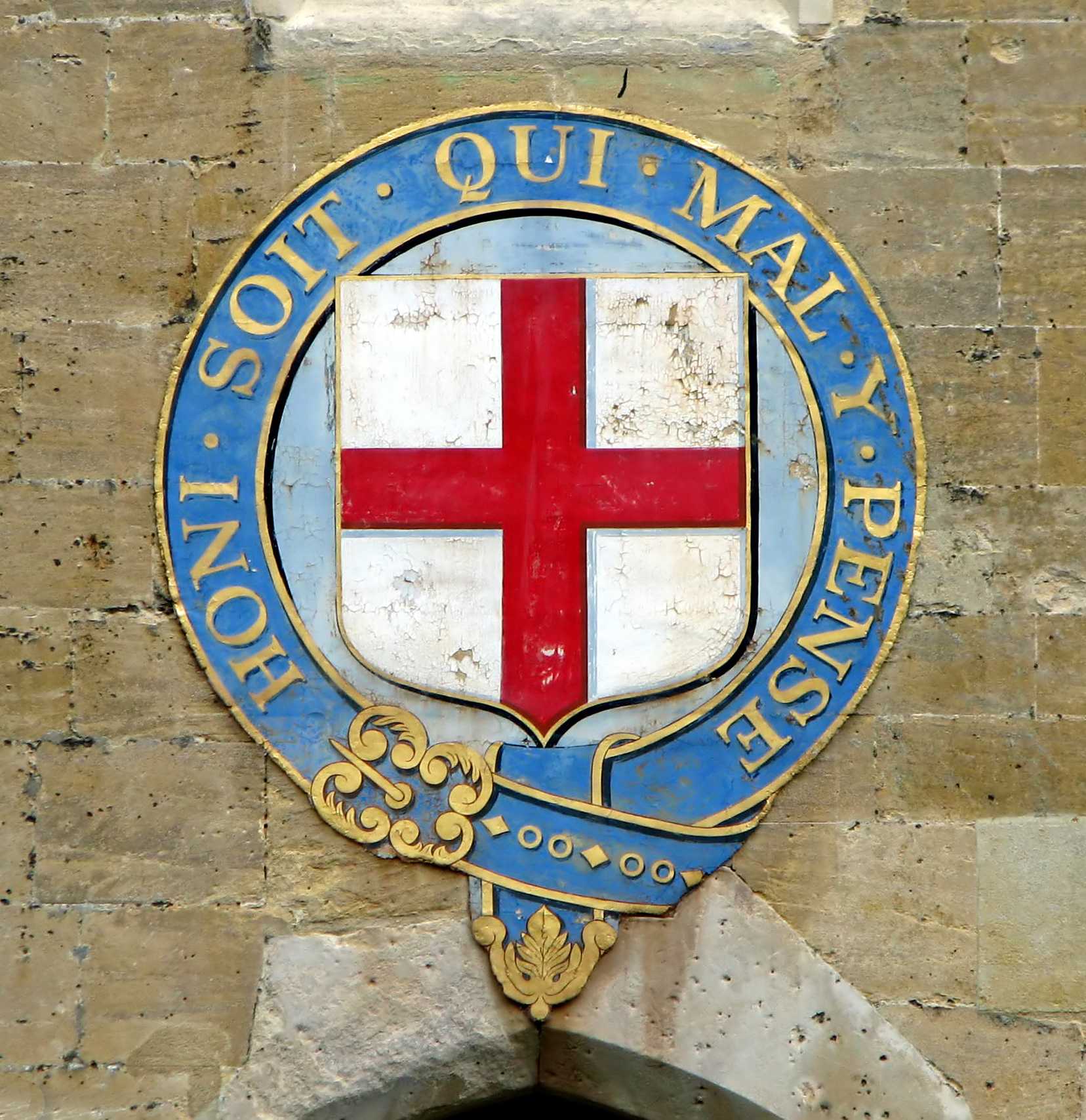
嘉德勋章

## 婚礼與葬禮
该教堂曾多次举办皇室婚礼，尤以维多利亚女王子女為多，2018年5月19日，哈利王子和梅根·馬克爾亦在此成婚。
自維多利亞女王以降的英國君主皆在此舉辦安葬禮拜，依序是維多利亞女王（1901年2月4日）、愛德華七世（1910年5月20日）、喬治五世（1936年1月28日）、喬治六世（1952年2月15日）、伊莉莎白二世（2022年9月19日）。

## 安葬者列表
下表显示了葬于温莎城堡的聖喬治禮拜堂者。

### 圣坛区域

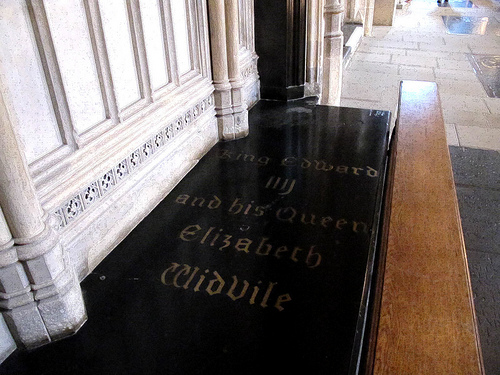
爱德华四世和伊丽莎白王后的墓地

- 1479 贝德福德公爵乔治·金雀花 （1477-1479）： 爱德华四世和王后伊丽莎白·伍德维尔之子，2岁时感染鼠疫夭折，1479年3月22日葬于聖喬治禮拜堂。
- 1482 约克的玛丽（英语：Mary of York） （1467-1482）： 爱德华四世和王后伊丽莎白·伍德维尔之女，1482年5月28日葬于聖喬治禮拜堂。
- 1483 爱德华四世 （1442-1483）： 英格兰国王，1483年4月18日葬于聖喬治禮拜堂。
- 1484 亨利六世 （1421-1471）： 英格兰国王，1484年8月12日迁葬于聖喬治禮拜堂（先前葬于彻特西修道院）。
- 1492 伊丽莎白王后 （1437-1492）： 英格兰王后，爱德华四世之妻，1492年6月12日葬于聖喬治禮拜堂。
- 1832 萨克森-魏玛-艾森纳赫的路易丝公主 （1817-1832）： 阿德莱德王后之侄女，1832年7月11日葬于聖喬治禮拜堂。
- 1910 爱德华七世 （1841-1910）： 英国国王和印度皇帝，1910年5月20日葬于聖喬治禮拜堂（原先葬于皇家墓室区域）。
- 1925 亚历山德拉王后 （1844-1925）： 英国王后和印度皇后，爱德华七世之妻，1910年5月20日葬于聖喬治禮拜堂（原先葬于皇家墓室区域）。

此外，两个身份不明的孩子葬于圣坛区域的棺材被认为是塔中的王子（英王爱德华五世和约克公爵什鲁斯伯里的理查；爱德华四世和王后伊丽莎白·伍德维尔之子）。

### 合唱团区域

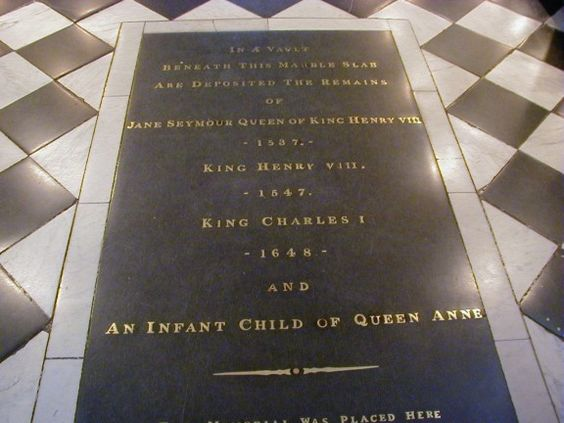
合唱团区域的墓碑

- 1537 简王后 （1508-1537）： 英格兰王后，亨利八世的第三任妻子，1537年11月12日葬于聖喬治禮拜堂。
- 1547 亨利八世 （1508-1547）： 英格兰和爱尔兰国王，1547年2月4日葬于聖喬治禮拜堂。
- 1649 查尔斯一世 （1600-1649）： 英格兰和爱尔兰国王、苏格兰国王，1649年2月7日葬于聖喬治禮拜堂。
- 1689 死产婴儿 （1689）： 安妮女王和丹麦的乔治王子之子。

### 西门附近的区域

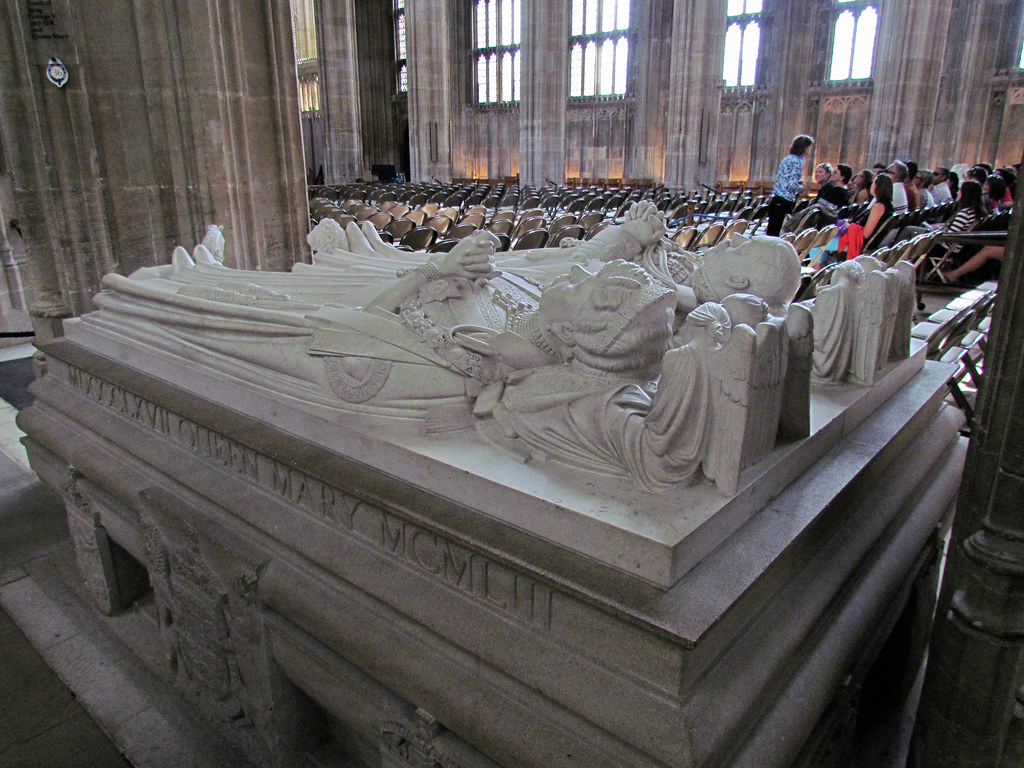
乔治五世及玛丽王后的墓地

- 1936 乔治五世 （1865-1936）： 英国国王和印度皇帝，1936年1月28日遷葬（原先葬于皇家墓室）。
- 1953 玛丽王后 （1867-1953）： 英国王后和印度皇后，乔治五世之妻，1953年3月31日葬于聖喬治禮拜堂。

### 乔治六世纪念礼拜堂

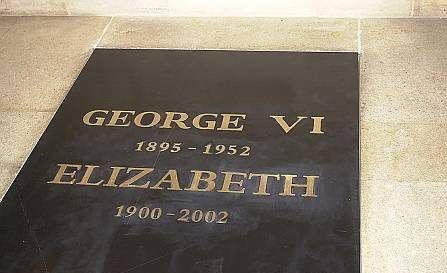
乔治六世及伊丽莎白王太后的墓碑

- 1969 乔治六世 （1895-1952）： 英国国王和印度皇帝，1969年3月26日迁葬（1952年2月15日暫厝皇家墓室）。
- 2002 玛格丽特公主 （1930-2002）： 乔治六世和伊丽莎白王太后之女，2002年4月9日遷葬（2002年2月15日暫厝皇家墓室）。
- 2002 伊丽莎白王太后 （1900-2002）： 英国王后和印度皇后，乔治六世之妻，2002年4月9日葬于乔治六世纪念礼拜堂。
- 2022 爱丁堡公爵菲利普亲王 （1921-2021）： 伊丽莎白二世之夫，2022年9月20日遷葬（2021年4月17日暫厝皇家墓室）。
- 2022 伊丽莎白二世 （1926-2022）： 英国女王，2022年9月19日葬于乔治六世纪念礼拜堂。